# Przerzutnia średniówkowa
Przerzutnia średniówkowa – zjawisko metryczne polegające na postawieniu mocnej granicy składniowej nie w średniówce, ale niedaleko od niej. Przerzutnia średniówkowa jest najbardziej wyrazista w przypadku przerzucenia monosylaby akcentowanej. W poniższym przykładzie przerzutnia średniówkowa zachodzi w wersie piątym:
Cicho, cicho, nie budźmy śpiącej wody w kotlinie,
lekko z wiatrem pląsajmy po przestworów głębinie...
Okręcajmy się wstęgą naokoło księżyca,
co nam ciała przezrocze tęczą blasków nasyca,
i wchłaniajmy potoków szmer, co toną w jeziorze,
i limb szumy powiewne, i w smrekowym szept borze,
pijmy kwiatów woń rzeźwą, co na zboczach gór kwitną,
dźwięczne, barwne i wonne, w głąb wzlatujmy błękitną.
(Kazimierz Przerwa-Tetmajer, Melodia mgieł nocnych (Nad Czarnym Stawem Gąsienicowym))
Przerzutnię średniówkową, wielokrotnie w toku utworu, wykorzystał Juliusz Słowacki w wierszu Rzym.
Nagle mię trącił płacz na pustym błoniu:
»Rzymie! nie jesteś ty już dawnym Rzymem«.
Tak śpiewał pasterz trzód siedząc na koniu.

Przede mną mroczne błękitnawym dymem
Sznury pałaców pod Apeninami,
Nad niemi kościół ten, co jest olbrzymem.

Za mną był morski brzeg i nad falami
Okrętów tłum, jako łabędzie stado,
Które ogarnął sen pod ruinami.

I zdjął mię wielki płacz, gdy tą gromadą
Poranny zachwiał wiatr i pędził dalej,
Jakby girlandę dusz w błękitność bladą.

I zdjął mię wielki strach, gdy poznikali
Ci aniołowie fal, — a ja zostałem
W pustyni sam — z Rzymem, co już się wali.

I nigdy w życiu takich łez nie lałem,
Jak wtenczas, — gdy mię spytało w pustyni
Słońce, szydzący bóg, — czy Rzym widziałem?...